# Muscle sternal
Le muscle sternal (ou muscle présternal) est un muscle inconstant du thorax.

## Description
Le muscle sternal est un muscle superficiel aux muscles pectoraux parallèle au bord latéral du sternum pouvant s'étendre du manubrium sternal au cartilages costaux des côtes inférieures.

## Origine et insertion
Son origine et son insertion sont variables. Le muscle sternal provient souvent de la partie supérieure du sternum et peut présenter différentes insertions telles que le fascia pectoral,les côtes inférieures, les cartilages costaux, la gaine du muscle droit de l'abdomen, l'aponévrose du muscle oblique externe de l'abdomen,,.
Ce muscle est situé à la surface du thorax, parallèlement au bord latéral du sternum, et il est situé superficiellement par rapport aux muscles pectoraux.

## Innervation
Il existe encore de nombreux désaccords sur son innervation et son origine embryonnaire.
Dans une revue, il a été rapporté que le muscle était innervé par les nerfs thoraciques externes ou internes dans 55 % des cas, par les nerfs intercostaux dans 43 % des cas, tandis que les cas restants étaient innervés par les deux nerfs. Cependant, l'innervation par les nerfs pectoraux a également été rapportée. Cela semble indiquer que le sternal ne provient pas toujours de la même origine embryonnaire.

## Fréquence
Des études cadavériques ont montré que le muscle sternal a une prévalence moyenne d'environ 7,8 % dans la population, avec une incidence légèrement plus élevée chez les femmes. La prévalence varie de 0,5 % à 23,5 %, selon la sous-population. ⁠Cette amplitude considérable pourrait être le fait de l'existence de petites fibres mal définies ou tendineuses qui peuvent être ou non acceptées comme étant un muscle sternal.

## Variations
Une étude de 2014 a classé le muscle sternal en trois types en fonction de la morphologie.
- Type I (une seule tête et un seul ventre)
- Type II (à deux têtes ou plusieurs têtes)
- Type III (à double ventre ou ventres multiples)

Le type I, la tête unique et le ventre unique ont été observés dans la majorité des cas signalés (58,5 %), le type II dans 18,1 % des cas et le type III dans 23,4 % des cas.
En plus de la classification ci-dessus, des muscles sternaux à triple ventre et double tête ont également été signalés.

## Fonction
Il n’existe aucune fonction physiologique apparente du muscle sternal. Cependant, il existe de nombreuses théories : il pourrait fonctionner comme un capteur proprioceptif pour les mouvements de la paroi thoracique ou participer au mouvement de l'articulation de l'épaule ou avoir un rôle supplémentaire dans l'élévation de la paroi thoracique.

## Aspect clinique
La présence du muscle sternal est asymptomatique mais des plaintes esthétiques ont été rapportées car il pourrait provoquer une asymétrie thoracique ou une déviation du complexe mamelon-aréole.
La présence du sternum peut entraîner des altérations de l'électrocardiogramme ou une confusion lors de la mammographie.
Cependant, le muscle présente un avantage potentiel car il peut être utilisé comme lambeau dans une chirurgie reconstructive de la tête, du cou et de la paroi thoracique antérieure.

## Historique
Le muscle sternal a été signalé pour la première fois par Carbolius en 1604 et le nom a été donné pour la première fois par Turner en 1867.